# Chitosan
Chitosan là một polysacarit mạch thẳng được cấu tạo từ các D-glucosamine (đơn vị đã deaxetyl hóa) và N-acetyl-D-Glucosamine (đơn vị chứa nhóm acetyl) liên kết tại vị trí β-(1-4). Nó được sản xuất từ quá trình xử lý vỏ các loài giáp xác (ví dụ vỏ tôm, cua) với dung dịch kiềm NaOH.
Chitosan có nhiều ứng dụng trong thương mại và y sinh. Nó có thể được dùng trong nông nghiệp với vai trò xử lý hạt giống và Thuốc trừ dịch hại sinh học, giúp cây trồng chống lại các loại bệnh do nấm. Trong sản xuất rượu vang, nó có thể được sử dụng như là tác nhân lọc cặn và bảo quản. Trong công nghiệp, nó có thể được sử dụng trong sơn tự làm liền vết trầy xước polyurethane. Trong y học, nó có thể được ứng dụng trong băng gạc y tế để làm giảm chảy máu và chống nhiễm khuẩn; truyền tải thuốc qua da.
Một ứng dụng khác còn gây tranh cãi là, chitosan được xác nhận là có tác dụng hạn chế việc hấp thu chất béo, tạo tiềm năng lớn cho các sản phẩm giảm béo tuy nhiên cũng có những bằng chứng phủ nhận điều này.
Nhiều công dụng khác của chitosan vẫn còn đang được nghiên cứu trong đó có sử dụng như là chất xơ trong thực phẩm.